# Mitteilungen der Gesellschaft für Salzburger Landeskunde
Die Mitteilungen der Gesellschaft für Salzburger Landeskunde (bis 2008 Mittheilungen der Gesellschaft für Salzburger Landeskunde, MGSLK, auch MGSL) werden seit 1861 von der Gesellschaft für Salzburger Landeskunde herausgegeben.

## Inhalt
Die Mitteilungen der 1860 von Franz Valentin Zillner und 8 weiteren Salzburger Bürgern gegründeten Gesellschaft für Salzburger Landeskunde enthalten Beiträge z. B. zur Geschichte, Geografie, Flora und Fauna sowie Volkskunde von Stadt und Land Salzburg und angrenzender Gebiete wie des Berchtesgadener Landes und des Chiemgaus.

## Schriftleiter
Im Laufe der Zeit gab es bis zu vier zeitgleich zusammenarbeitende Redakteure:
- 1860–1873 und 1882–1883 Franz Valentin Zillner
- 1874–1881 Eduard Richter
- 1884–1885 und 1893–1897 Friedrich Pirckmayer
- 1886–1892 Ludwig Schmued
- 1898–1910 Hans Widmann
- 1911–1950 Franz Martin
- 1951–1972 Herbert Klein
- ?–1963 Wilfried Keplinger
- 1965–1972 Franz Pagitz
- 1973–1981 Hans Wagner
- 1973–? Reinhard R. Heinisch
- 1973–201? Heinz Dopsch
- 1982–???? Guido Müller
- 1984–???? Gerhard Ammerer
- 20??–20?? Julian Schreibmüller
- 20??–202? (Status 2024[5]) Thomas Mitterecker
- 20??–202? (Status 2024) Wolfgang Neuper
- 20??–202? (Status 2024) Arnold Klaffenböck